# Bagak (wieś w Borneo Południowym)
Bagak – wieś (desa) w kecamatanie Hatungun, w kabupatenie Tapin w prowincji Borneo Południowe w Indonezji.
Miejscowość ta leży około 11 km na wschód od Binuang i drogi Jalan Ahmad Yani.